# Župnija Davča
Župnija Davča je rimskokatoliška teritorialna župnija dekanije Škofja Loka nadškofije Ljubljana.